# Charles-René
Pour les articles homonymes, voir Charles et René.
Charles Ollivier René Bibard, dit Charles-René, né le 6 mai 1863 à Paris et mort dans la même ville le 15 septembre 1935, est un pianiste, compositeur et pédagogue musical français.

## Biographie
Charles Ollivier René Bibard, naît le 6 mai 1863 à Paris,. 
Il étudie la composition avec Léo Delibes et le piano avec Antoine François Marmontel au Conservatoire de Paris, en compagnie de Maurice Emmanuel, Camille Erlanger, Richard Mandl et Spiro Samara. Il obtient au Conservatoire un premier prix de piano en 1880, puis un premier prix de contrepoint et fugue en 1882,. 
Lauréat d'un deuxième Second Grand Prix de Rome en 1883, derrière Paul Vidal (Grand Prix) et Claude Debussy (premier Second), Charles-René remporte le premier Second Grand Prix de Rome en 1884, de nouveau derrière Debussy (Grand Prix), avec la scène lyrique L'enfant prodigue sur un texte d'Édouard Guinand,. 
Il travaille ensuite à Paris comme professeur de composition et de piano. De 1887 à 1889, il enseigne notamment le contrepoint, l'harmonie et la composition à Maurice Ravel. 
En 1888, il est nommé officier d'Académie. 
Charles-René meurt le 15 septembre 1935 à Paris (9e arrondissement de Paris).

## Œuvres
Comme compositeur, Charles-René est notamment l'auteur :
- de pièces pour piano, dont une série d'arrangements pour piano destinés aux concours de piano du Conservatoire, ainsi que :
  - des suites pour piano : Esquisses poétiques, Veillée de décembre, Le Voyageur, Caprice romantique ;
  - Trois valses-caprices, pour piano à quatre mains.

- de la musique de chambre :
  - Sonate pour piano et violon ;
  - Strophes pour cor et piano.

- de la musique concertante et symphonique :
  - Fantaisie de concert pour violon et orchestre ;
  - Deux pièces pour violoncelle et orchestre ;
  - Solo de Concert pour Basson et orchestre;
  - la suite orchestrale Reflets du Nord.
- de la musique religieuse :
  - deux messes ;
  - des motets (O Salutaris hostia, Tantum ergo, Ave verum, Adoro te devote, Panis Angelicus et Inviolata).

On doit en outre à Charles-René des scènes lyriques, des mélodies et des valses. 